# يفير
يفير (تُلفظ بالألمانية: [ je:fɐ]؛ نطق ‎ [je:vɐ]‏) هي عاصمة منطقة فريزلاند في سكسونيا السفلى، ألمانيا. وعادة ما يرتبط اسم يفير Jever مع العلامة التجارية الرئيسية للجعة الذي يتم إنتاجه هناك، والمدينة هي أيضا منتجع شهير لقضاء العطلات. وقد منحت يفير حالة المدينة عام 1536. وأحياناً يشار إليها باسم (مدينة ماريا) Marienstadt في إشارة إلى ماريا اليفيرية، الحاكمة المستقلة الأخيرة للمدينة.

## توأمة
ليفير اتفاقيات توأمة مع:
- تسيربست

## أعلام
- أولريخ جاسبر سيتزن
- كريستيان هاينريش فولكه
- كارل مارتن
- هيكي براندت

## مصار خارجية
- الموقع الرسمي